# Operation Nickel Grass
Operation Nickel Grass was een luchtbrug van de United States Air Force om met 567 vluchten 22.325 ton wapens en munitie aan Israël te leveren van 14 oktober tot 14 november 1973 tijdens de Jom Kipoer-oorlog.

## Aanleiding
De Sovjet-Unie had Egypte en Syrië 600 SAM 6-luchtdoelraketten, 300 Mikojan-Goerevitsj MiG-21-gevechtsvliegtuigen, 1200 tanks en honderdduizenden ton wapens en munitie geleverd.
Op 6 oktober 1973, tijdens de joodse feestdag Jom Kippoer en tijdens de heilige maand ramadan van de islam viel om 14:00 bij verrassing de Egyptische krijgsmacht het schiereiland Sinaï aan met operatie Badr en tegelijk vielen de Syrische strijdkrachten met 1400 tanks de Golanhoogvlakte aan, gebieden die ze in de Zesdaagse oorlog verloren hadden.
In 34 uur verloor de Israëlische luchtmacht 28 vliegtuigen door SAM 6-luchtdoelraketten en de Egyptische krijgsmacht brak door de Israëlische verdediging langsheen het Suezkanaal.
Het Israëlisch defensieleger kwam in verdrukking en minister van defensie Moshe Dayan zei:

Dit is het einde van de derde tempel.

Op 8 oktober liet premier Golda Meïr 13 kernkoppen van elk 20 kiloton TNT-equivalent klaarmaken op Jericho 1-raketten en McDonnell Douglas F-4 Phantom II-gevechtsvliegtuigen.
Op 9 oktober om 06:00 hoorde Henry Kissinger van die dreigende kernaanval. Kissinger belde met de de ambassadeur Anatoli Dobrynin van de Sovjet-Unie met het verzoek om Egypte en Syrië in te tomen om een kernoorlog te voorkomen.
Seymour Hersh zei in 1991 dat Kissinger Anwar Sadat had verteld dat de Verenigde Staten wapens aan Israël leverden om een kernoorlog te voorkomen.
Henry Kissinger, James Schlesinger en William B. Quandt zeiden nadien de redenen voor de luchtbrug waren dat Sadat een staakt-het-vuren afwees en dat de Sovjet-Unie wapens bleef leveren aan Syrië en Egypte.

## Operatie

### El Al
Henry Kissinger bood ambassadeur Simcha Dinitz van Israël aan om de Israëlische nationale luchtvaartmaatschappij El Al met verwijderde opschriften wapens en munitie waaronder AIM-9 Sidewinder te laten ophalen op een basis van de United States Navy in Virginia.
Op 10 oktober bracht een passagiersvliegtuig van El Al de eerste wapens in Israël, maar dezelfde dag landde een vrachtvliegtuig van de Sovjet-Unie in Damascus met wapens.

### Commerciële luchtvrachtmaatschappijen
El Al volstond niet en op 10 oktober verzochten de Verenigde Staten andere commerciële luchtvrachtmaatschappijen om 10–20 vluchten per dag uit te voeren.
Geen enkele luchtvrachtmaatschappij ging daarop in, omdat ze vreesden daardoor hun landingsrechten en toestemming tot gebruik van het luchtruim in Arabische landen te verliezen.

### Bevel van Nixon
Op 12 oktober beval president Richard Nixon de United States Air Force:

Zend al wat kan vliegen!

Negen uur later vertrokken Lockheed C-5 Galaxy's en Lockheed C-141 Starlifters naar Israël.

### Lajes Field
Europese landen weigerden tussenlandingen, tankbeurten en overvliegen van hun luchtruim uit vrees voor een olieboycot door Arabische landen.
Enkel Portugal kon overtuigd worden en stelde luchtmachtbasis N°. 4 Lajes Field op het eiland Terceira van de Azoren ter beschikking. 
Ook voorraden van de Verenigde Staten in Europese landen werden eerst naar Lajes Field gevlogen.
Meer dan 30 vliegtuigen per dag landden en stegen weer op te Lajes Field.
1300 mensen grondpersoneel werkten op Lajes Field om dit mogelijk te maken. Ze sliepen in vier stapelbedden per kamer in een kazerne uit de Tweede Wereldoorlog.

### Beveiliging

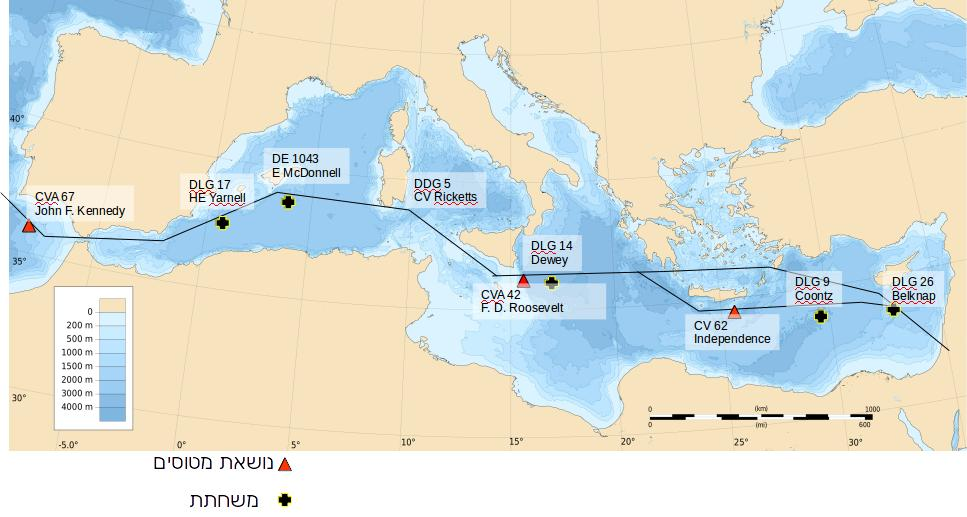
Drie vliegdekschepen (C = carrier) en zes torpedobootjagers (D = destroyer) beveiligden de vliegroute over de Middellandse Zee van Lajes Field op de Azoren naar Luchthaven Ben-Gurion in Israël.

De vliegtuigen vlogen van Lajes Field op de Azoren naar Luchthaven Ben-Gurion in Israël over de Middellandse Zee en vermeden het luchtruim van de Arabische landen in Noord-Afrika in het zuiden en het luchtruim van de Europese landen in het noorden.
Om de 300 mijl lag er een Amerikaanse torpedobootjager met luchtdoelraketten en om de 600 mijl een Amerikaans vliegdekschip.
Gevechtsvliegtuigen van de Amerikaanse zesde vloot begeleidden de vrachtvliegtuigen in het internationaal luchtruim en de Israëlische luchtmacht nam met McDonnell Douglas F-4 Phantom II en Dassault Mirage III de begeleiding over in het Israëlisch luchtruim tot luchthaven Ben-Gurion.

### Gevechtsvliegtuigen
In de eerste 34 uur van de oorlog hadden Egypte en vooral Syrië 28 Israëlische vliegtuigen neergehaald met SAM-6-luchtdoelraketten van de Sovjet-Unie.
Om de verliezen aan te vullen vlogen 36 McDonnell Douglas F-4 Phantom II's van de 4th Fighter Wing, 33rd Fighter Wing en 57th Wing naar luchthaven Ben-Gurion in Israël. In enkele uren vervingen Israëlische piloten de Amerikaanse piloten, werden de kentekens van de United States Air Force vervangen door kentekens van de Israëlische luchtmacht, werden de gevechtsvliegtuigen volgetankt en naar het front gestuurd.
De eerste vliegtuigen die op Lajes Field landden waren Boeing KC-135 Stratotankers van Pease Air National Guard Base te New Hampshire in de nacht van zaterdag 13 oktober. Die hielpen A-4 Skyhawks en McDonnell Douglas F-4 Phantom IIs om met bijtanken in de lucht van de fabriek in Saint Louis (Missouri) naar Luchthaven Ben-Gurion te vliegen.

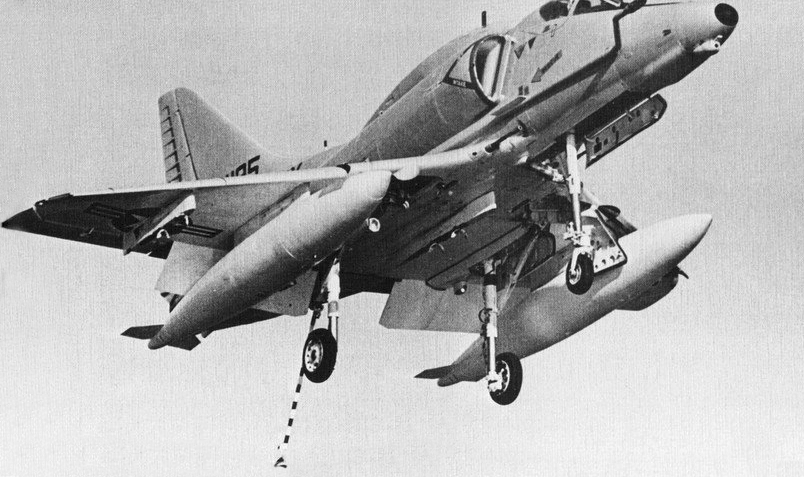
Een A-4 Skyhawk landt op het vliegdekschip USS Franklin D. Roosevelt CVA-42 6.

36 A-4 Skyhawks vlogen van de Verenigde Staten naar Lajes en vlogen dan met bijtanken in de lucht vanuit Boeing KC-135 Stratotanker tankvliegtuigen van Pease Air National Guard Base in New Hampshire en tankvliegtuigen van de United States Navy van de USS John F. Kennedy ten westen van de Straat van Gibraltar naar de USS Franklin D. Roosevelt CVA-42 ten zuidwesten van Sicilië waar ze overnachtten en vlogen dan naar Israël met bijtanken in de lucht vanuit tankvliegtuigen van de USS Independence ten zuiden van Kreta.

### Vrachtvliegtuigen
De eerste Lockheed C-5 Galaxy kwam aan op luchthaven Ben-Gurion op 14 oktober 18:30 plaatselijke tijd. Na aankomst losten Amerikaanse en Israëlische soldaten de vracht en die werd in enkele uren naar het front bezorgd. Twaalf Lockheed C-130 Hercules-transportvliegtuigen werden ook overgedragen aan Israël.
Dezelfde dag won Israël dankzij de Amerikaanse vliegtuigen de Slag om de Sinaï.
Negen dagen na de eerste aanval lanceerde Israël tegenaanvallen.
Van 16 tot 19 oktober bezocht Aleksej Kosygin Egypte en op 20 oktober bezocht Henry Kissinger de Sovjet-Unie.
Op 22 oktober had het Israëlisch defensieleger het front gestabiliseerd met hulp van de Amerikaanse wapenleveringen.
Op 22 oktober nam de Veiligheidsraad van de Verenigde Naties Resolutie 338 aan. Op 24 oktober ging het staakt-het-vuren in. De luchtbrug ging nog door tot 24 november om het Israëlisch defensieleger opnieuw op te bouwen tot de sterkte van voor de oorlog.
22.325 ton was overgevlogen naar Israël.
Tegen 30 oktober leverden de Verenigde Staten nog 33.210 ton per schip.
Tegen 30 oktober leverde de Sovjet-Unie 63.000 ton per schip naar Syrië en 15.000 ton per vliegtuig.

## Gevolgen
De Organisatie van Arabische olie-exporterende landen kondigden een olieboycot tegen de Verenigde Staten, Portugal, Nederland en Zuid-Afrika af wat leidde tot de oliecrisis van 1973.
Operation Nickel Grass toonde dat de Verenigde Staten afhankelijk waren van buitenlandse bases. Zonder toestemming van Portugal zou de luchtbrug onmogelijk geweest zijn. De Verenigde Staten breidden daarom hun mogelijkheid tot bijtanken in de lucht uit.

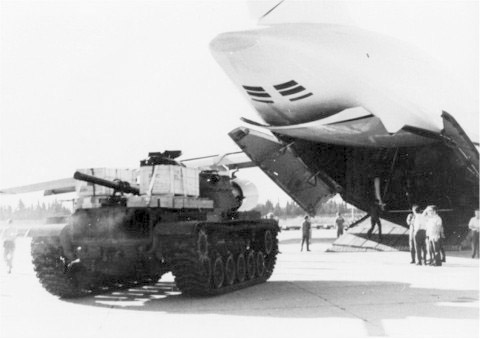
Een Lockheed C-5 Galaxy van de United States Air Force lost een M60 Patton-tank op Luchthaven Ben-Gurion in Israël

De Lockheed C-5 Galaxy bleek een succes en vervoerde 48% van de vracht in 145 van de 567 vluchten. Hij vervoerde ook grote vracht zoals M60 Patton-tanks, M109-houwitsers, radars, tractoren, Sikorsky CH-53 Sea Stallion helikopters en onderdelen voor de A-4 Skyhawk.
De Locheed C-141A Starlifter kon te weinig vracht vervoeren. Alle 270 Lockheed C-141A's vlogen terug naar de fabriek in Marietta (Georgia) waar ze voor en achter de vleugel doorgesneden werden en ruimte voor drie palletten werd ingevoegd en een voorziening voor bijtanken in de lucht werd toegevoegd: zo werden ze C-141B Starlifter.
President Gerald Ford  berispte generaal George Scratchley Brown, voorzitter van de Amerikaanse Joint Chiefs of Staff 10 minuten lang nadat hij volgens Time magazine zei dat de luchtbrug was ingegeven door Joden die de Amerikaanse banken in handen hadden.

Ze bezitten, u weet wel, de banken in dit land en de dagbladen. Kijk maar waar het joods geld zit.